# Droga wojewódzka 927
Die Droga wojewódzka 927 (DW 927) ist eine acht Kilometer lange Droga wojewódzka (Woiwodschaftsstraße) in der polnischen Woiwodschaft Schlesien, die in Mikołów liegt. Die Strecke liegt im Powiat Mikołowski.

## Streckenverlauf
Woiwodschaft Schlesien, Powiat Mikołowski
-  Mikołów (Nikolai) (DK 44, DK 81, DW 925, DW 928)